# Sammalinen (sjö i Keuru, Mellersta Finland)
Sammalinen är en sjö i kommunen Keuru i landskapet Mellersta Finland i Finland. Sjön ligger 129,8 meter över havet. Arean är 96 hektar och strandlinjen är 6,44 kilometer lång. Sjön  ingår i Kumo älvs huvudavrinningsområde.   Den ligger omkring 41 kilometer väster om Jyväskylä och omkring 230 kilometer norr om Helsingfors. 
I sjön finns öarna Pitkäsaari, Kuolosaari och Orjantappurasaari. 
Sammalinen ligger öster om Kolonjärvi. 